# Talk Show (álbum)
Talk Show es el tercer álbum de The Go-Go's lanzado en 1984 por la discográfica I.R.S. Records. Fuera del sencillo #11 "Head over Heels", el álbum no tuvo la aceptación comercial esperada, alcanzado el número 18, vendiendo menos de 500,000 copias. Este sería el último álbum original del grupo, hasta el 2001 "God Bless The Go-Go's".

## Lista de canciones
1. "Head over Heels" - 3:38 (Caffey, Valentine)
2. "Turn to You" - 3:48 (Caffey, Wiedlin)
3. "You Thought" - 4:12 (Schock, Valentine)
4. "Beneath the Blue Sky" - 3:00 (Valentine, Wiedlin)
5. "Forget That Day" - 4:25 (Wiedlin)
6. "I'm the Only One" - 3:29 (Valentine, Harvey, Carter)
7. "Yes or No" - 4:04 (Wiedlin, Mael, Mael)
8. "Capture the Light" - 3:15 (Wiedlin)
9. "I'm with You" - 3:37 (Schock, Wiedlin)
10. "Mercenary" - 3:40 (Wiedlin, Valentine, Caffey) +
11. "Good for Gone" - 2:54 (Schock, Valentine)